# Le Dimanche de Bouvines
Vous lisez un « article de qualité » labellisé en 2025.
Ne doit pas être confondu avec Bataille de Bouvines ou Bataille de Bouvines, 27 juillet 1214.
Pour les articles homonymes, voir Bouvines (homonymie).
Le Dimanche de Bouvines, titre parfois complété par « 27 juillet 1214 », est un livre de l'historien médiéviste français Georges Duby, paru en 1973.
Écrit sur commande de l'éditeur, il est publié dans la collection « Trente Journées qui ont fait la France », aux éditions Gallimard. Cette collection réunit des livres qui racontent des événements importants dans la construction nationale française, un jour différent par volume.
Toutefois, Georges Duby, qui se rattache à l'École des Annales et à la Nouvelle Histoire, subvertit le principe de cette collection. Le Dimanche de Bouvines n'est pas uniquement consacré au récit de la bataille de Bouvines, mais se situe au croisement de plusieurs renouveaux historiographiques : le développement d'une histoire culturelle, « le retour de l'événement » et la naissance d'un champ de réflexion historique sur l'écriture de l'histoire.
Après avoir décrit le contexte de la bataille de Bouvines du 27 juillet 1214, victoire du roi de France Philippe II Auguste sur une coalition menée par l'empereur Otton IV, il cite longuement la chronique de Guillaume le Breton qui en fait le récit. Ensuite, la partie centrale de son livre est une histoire de la paix, de la guerre, de la bataille et de la victoire, à partir de l'exemple de Bouvines. Enfin, il consacre une troisième partie à la mémoire de cette bataille, mettant en évidence sa construction par la propagande capétienne. Le livre se termine par une dénonciation des violences contemporaines commises au nom de Dieu.
Georges Duby, qui cherche à toucher un large public, produit un livre sans notes de bas de page, parfois rédigé à la première personne du singulier et au présent de narration. Il met en scène son discours par des procédés littéraires étudiés, qui suscitent l'admiration. Le livre est un grand succès : il est apprécié par les autres historiens et connaît des tirages importants. Il est réédité en poche puis dans une nouvelle collection. Il est aussi traduit dans de nombreuses langues. Au début des années 1980, un projet d'adaptation au cinéma est élaboré, mais le film n'est finalement pas tourné.

## Présentation

### «Georges Duby confronté à l'histoire-batailles»

Plan de la bataille de Bouvines, 27 juillet 1214.

Le Dimanche de Bouvines. 27 juillet 1214 est un livre de Georges Duby, publié en 1973 dans la collection « Trente Journées qui ont fait la France », aux éditions Gallimard. Cette collection, fondée et dirigée par l'éditeur Gérard Walter au début des années 1960, est consacrée à différents événements de l'histoire de France, considérés comme des journées essentielles, un par volume. Chaque livre doit présenter l'événement et montrer ses causes et ses conséquences. La majorité des auteurs ne sont pas des universitaires spécialistes de leur sujet. Si certains volumes intègrent les renouvellements historiographiques de leur époque, beaucoup d'entre eux sont des récits conventionnels appartenant à une histoire événementielle, très éloignée de l'École des Annales à laquelle se rattache Georges Duby,.
La bataille de Bouvines, qui s'est déroulée le dimanche 27 juillet 1214, est une victoire du roi de France Philippe II Auguste sur une coalition menée par l'empereur Otton IV et le comte de Flandre Ferrand et financée par le roi d'Angleterre Jean sans Terre. Ferrand de Flandre est fait prisonnier par l'armée de Philippe II Auguste. Cette bataille est célébrée comme un succès éclatant dans la mémoire nationale de la France.

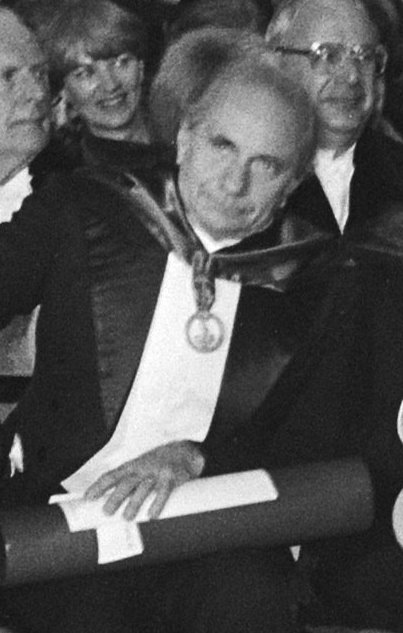
Georges Duby en 1980.

Ce livre est une commande. Selon Georges Duby, Gérard Walter lui propose en effet d'écrire le volume qui doit traiter de la bataille de Bouvines. L'historien et éditeur chez Gallimard Pierre Nora donne un récit légèrement différent, affirmant que c'est lui qui propose à Georges Duby d'écrire ce livre, après un refus du médiéviste Jacques Le Goff, trop occupé. Il explique avoir « vaincu ses réticences, mieux, ses résistances, par des conversations qui l’ont mis sur la piste de ce traitement à contre-courant du récit classique — causes, déroulement, conséquences ». Pierre Nora fait cette proposition à Georges Duby en 1968. Peu de temps après, l'éditeur Robert Gallimard — neveu de Gaston Gallimard et responsable de la collection — lui écrit personnellement en l'assurant qu'il n'a « rien à redouter » de Gérard Walter, qui représente une vision de l'histoire très éloignée de celle de Duby.
Au moment de la proposition, Georges Duby, s'il est un éminent spécialiste de la société féodale, bientôt professeur au Collège de France, n'a pas de compétence particulière sur cette bataille. Surprenant son entourage, Duby accepte la proposition, pour le prestige d'une publication chez Gallimard mais aussi pour la liberté d'écriture et de traitement du sujet qui lui est promise. « De l'événement, j'entendais me servir. Comme d'un révélateur », explique-t-il plus tard. La volonté d'une écriture littéraire, à la forme particulièrement soignée, est, donc, dès l'origine, au cœur du projet.

Le livre de Georges Duby, consacré à une bataille, n'est pas un ouvrage de ce courant historiographique qu'il qualifie de « positiviste », — plutôt appelé « école méthodique » par l'historiographie du début du XXIe siècle. Pour l'auteur, c'est l'occasion d'écrire, à travers l'histoire d'une bataille, une histoire des mentalités, de la guerre et de la paix. Le médiéviste Philippe Contamine résume ainsi le défi : « Georges Duby confronté à l'histoire-batailles : le résultat ne pouvait manquer d'être fascinant ». Comme Georges Duby l'expose lui-même quelques années plus tard : 

« L'événement, par ce qu'il a d'exceptionnel, de sensationnel, d'impromptu, de bouleversant, suscite une floraison de relations critiques, une sorte de pullulement de discours. Dans ces discours surabondants, cette débâcle de paroles, des choses sont dites qui généralement sont tues, dont on ne parle pas parce qu'elles appartiennent au banal, au quotidien de la vie, et que personne, lorsque tout va bien, ne songe à nous en informer. […] Ainsi, à partir de Bouvines, j'ai pu tenter d'esquisser une anthropologie de la guerre féodale. »

### Trois parties

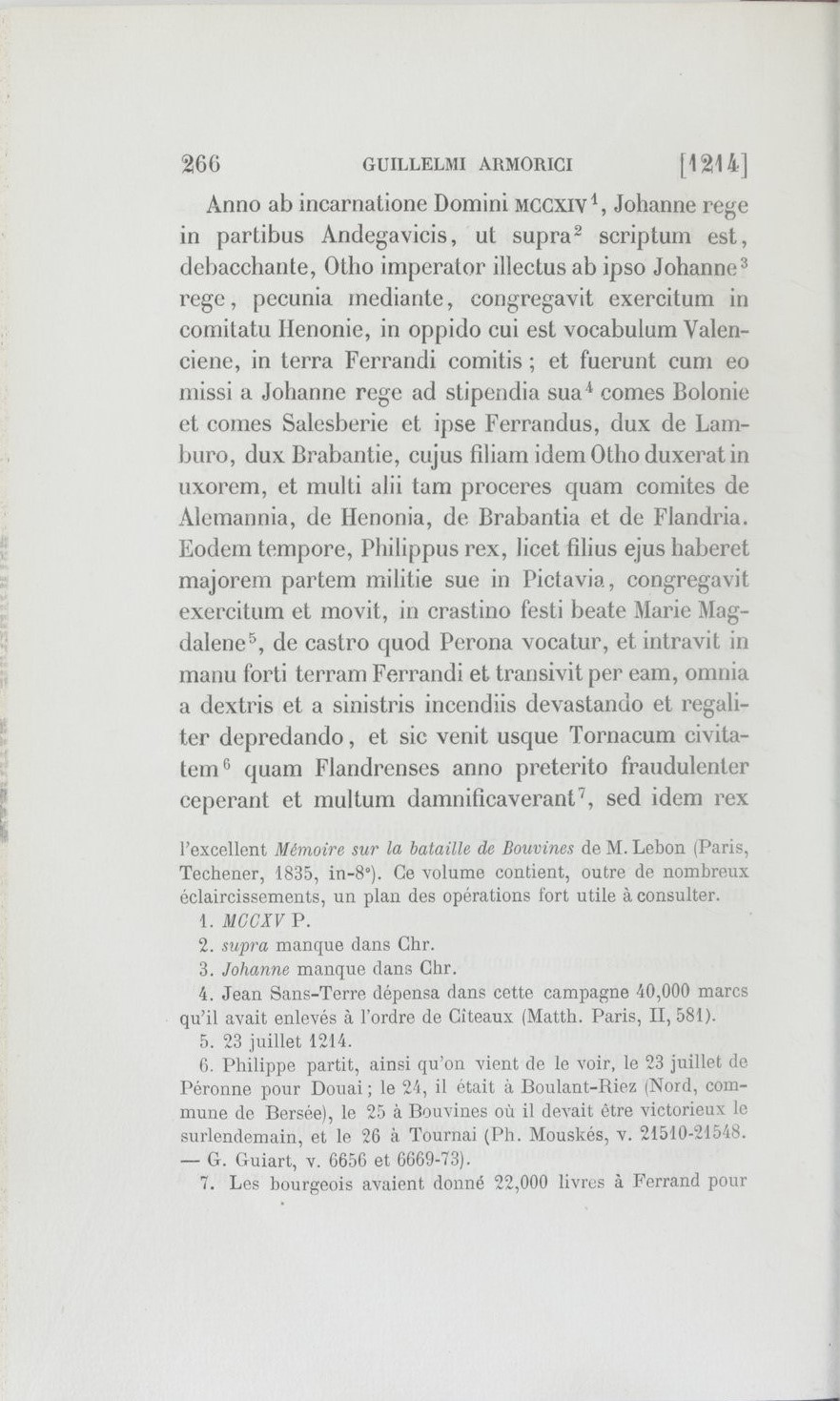
Début du récit de la bataille de Bouvines dans la chronique de Guillaume le Breton, repris dans Le Dimanche de Bouvines.

Comme l'affirme le médiéviste Dominique Barthélemy, « pour l'essentiel […] Le Dimanche de Bouvines est tout à fait sans précédent ». Contrairement à ce que peuvent laisser penser le titre et la collection dans laquelle il est publié, le livre n'est pas exactement un récit. Il est divisé en trois parties, qui correspondent à une histoire événementielle et à une histoire des structures.

#### L'Événement
La première partie, intitulée L'Événement, commence par une contextualisation, où Georges Duby présente les forces en présence et les mouvements des armées. Il appelle ce chapitre Mise en scène, et y emploie plusieurs fois des formules du registre du théâtre : la reconstitution élaborée par l'historien est assumée comme étant une mise en scène et l'événement est introduit comme un spectacle, pour la compréhension duquel l'auteur livre au lecteur toutes les indications utiles, cherchant à décrire les combattants, les armes, les bannières et résumant le conflit.
Le chapitre suivant, intitulé La journée, donne à lire la chronique écrite par Guillaume le Breton, qui retrace la bataille de Bouvines,. Ce n'est donc pas Georges Duby lui-même qui raconte cette bataille. En reprenant cette chronique, traduite et adaptée du latin par Andrée Duby, épouse de Georges, cette première partie permet de montrer comment est construit le récit qui établit un fait, en lui donnant une dimension véritablement historique. Pour Georges Duby, l'événement ne prend sens que s'il est raconté.

#### Commentaire

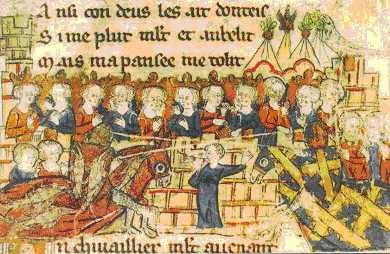
Miniature, Le Tournoi de Chauvency, vers 1285, manuscrit d'Oxford (Bibliothèque Bodléienne, MS. Douce 308), Folio 117r.

La seconde partie, qui prend le titre de Commentaire, regroupe quatre chapitres : La paix, La guerre, La bataille et La victoire. Elle constitue, selon le médiéviste Robert Fossier, « le corps du livre ». Georges Duby y reprend les thèmes traités dans ses cours au Collège de France, depuis son élection : il y fait cours, de 1971 à 1973, sur la chevalerie, la noblesse, la guerre et la paix dans le royaume de France.
Dans cette partie, il traite tout d'abord de la paix. Au XIIe siècle, la paix, imposée par l'Église catholique et les rois aux guerriers, est une forme de maintien de l'ordre et de lutte contre la violence. Puis il montre que la guerre, à laquelle les jeunes se préparent par les tournois — décrits comme un « sport d'équipe » —, est source de richesse pour l'aristocratie mais qu'elle n'est acceptée par l'Église que si elle est juste. Pour décrire la guerre, il emprunte au vocabulaire de la chasse. La bataille, écrit-il, « c'est le contraire de la guerre », parce qu'elle est du domaine de l'ordalie, du jugement de Dieu, qui donne la victoire aux bons et châtie les méchants,,. Il emploie ici des mots se rapportant au jeu d'échecs. Georges Duby dresse ainsi « toute une sociologie de la guerre au XIIe siècle ».
Cette partie traite la bataille de Bouvines comme un événement révélateur, qui permet d'aller du particulier au général. Elle offre néanmoins, dans les deux derniers chapitres, des récits de cet affrontement, qui forment un retour à l'événementiel et au narratif,.

#### Légendaire
La troisième partie, appelée Légendaire, étudie le mythe de la bataille de Bouvines, des premières chroniques jusqu'au XXe siècle,,,,. Comme il l'explique plus tard, il s'intéresse plus à la mémoire de l'événement qu'à l'événement lui-même : 

« Dans Bouvines, ce n'est pas l'événement pour lui-même, pour ses répercussions politiques, qui m'a intéressé ; le « fait » était très bien connu, l'école scientiste française, fin XIXe -début XXe siècle, avait travaillé abondamment sur tous les documents et avait dit tout ce qu'il y avait à dire — je n'allais pas répéter. Ce qui m'a intéressé donc, c'est la manière dont l'événement avait été, je ne dirai même pas perçu, mais fabriqué par mes prédécesseurs, les historiens. »

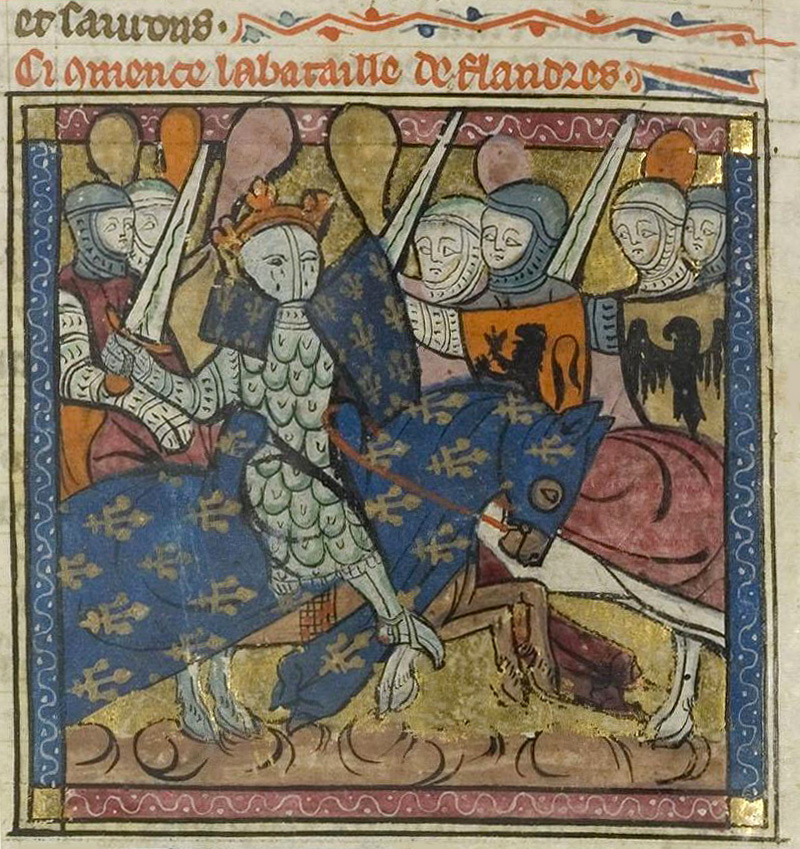
Le roi de France Philippe II Auguste à la bataille de Bouvines. Enluminure des Grandes Chroniques de France, vers 1330. L'illustration de couverture de Le Dimanche de Bouvines dans la collection Folio histoire s'inspire de cette enluminure.

Le premier chapitre de cette partie s'appelle Naissance du mythe et couvre la première période, jusqu'au XIVe siècle, qui voit se développer les chroniques de la bataille, avant qu'elle ne tombe dans l'oubli,. Georges Duby « en mobilisant tous les registres possibles de son savoir de médiéviste pour produire l'interprétation la plus exhaustive possible des traces laissées par l'événement », selon François Hartog, mesure notamment le retentissement de la bataille de Bouvines en dressant une géographie des chroniques qui l'évoquent, et décrit son importance dans la construction d'un sentiment national français.
Exposant à la fois la confrontation d'intérêts opposés dans les récits des vainqueurs et des vaincus et l'amplification de l'épisode quand il s'éloigne chronologiquement, Georges Duby explique la construction mémorielle de cet événement, et montre comment la propagande capétienne a fait de la bataille de Bouvines un événement majeur. Dès 1974, le médiéviste Bernard Guenée souligne le caractère particulièrement neuf de ces analyses. En 2018, Dominique Barthélemy relève qu'en cela Le Dimanche de Bouvines « a été le précurseur et le modèle d'une série d'études des « fabriques » rétrospectives (comme on dirait aujourd'hui) de grands événements. »

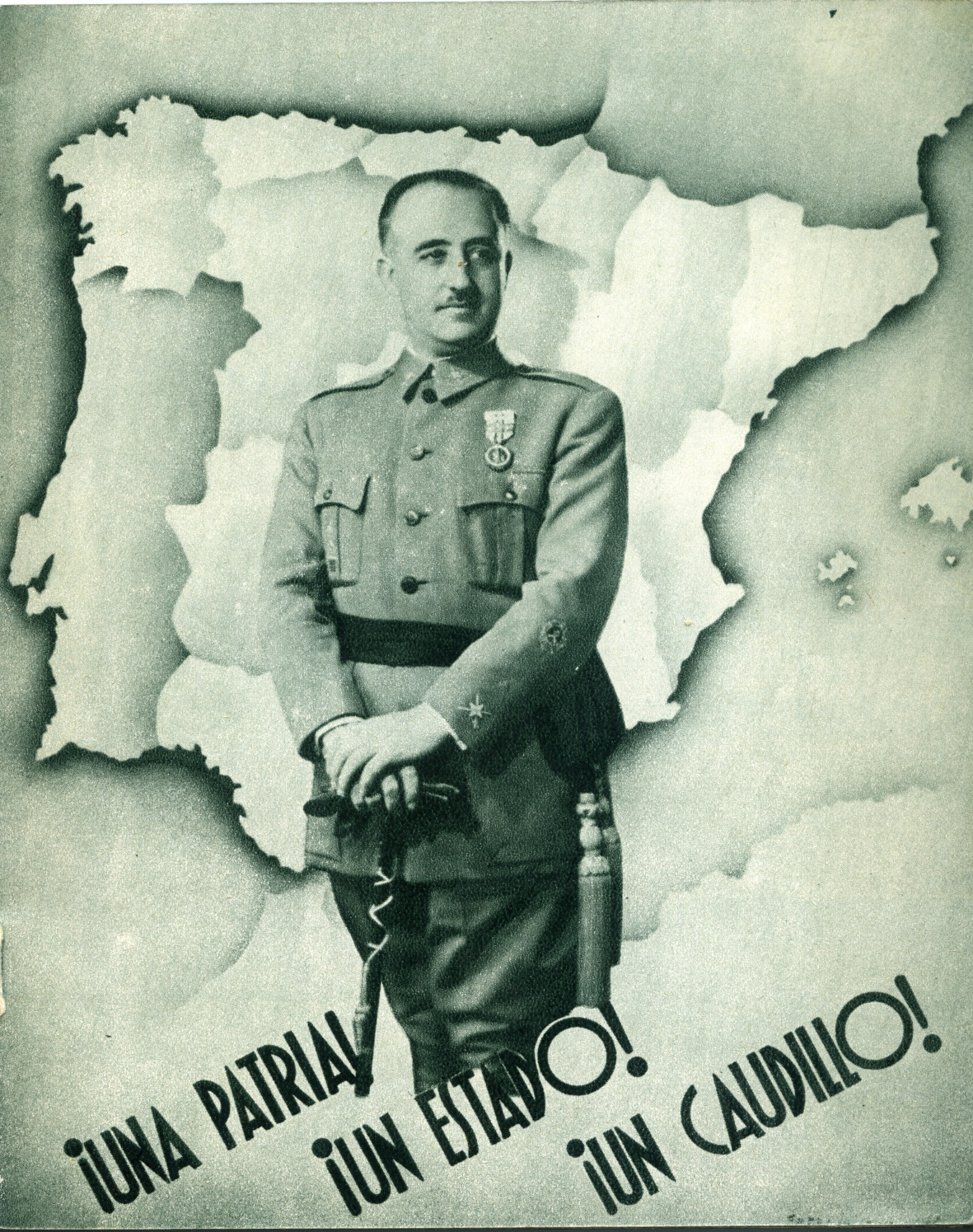
Affiche de propagande franquiste : Une patrie, un État, un chef, 1937.

Le chapitre suivant, le dernier, intitulé Résurgences, suit le renouveau de la mémoire de Bouvines à partir du XVIIe siècle, jusqu'au XXe siècle,. Le livre se termine par deux pages d'anachronisme assumé,, où sont cités deux discours de Francisco Franco dans lesquels ce dernier affirme avoir été soutenu militairement par Dieu lors de la bataille de Brunete en juillet 1937. Georges Duby fait le parallèle entre ces déclarations et la propagande capétienne après Bouvines et dénonce l'usage idéologique de la figure de Dieu,. Il s'agit, constatant le recul de l'histoire et de la mémoire militaires à l'époque où il écrit ce livre, de montrer comment une autre victoire peut être mythifiée. Il dénonce la nature idéologique, chauvine, de l'imaginaire historique. Il y a là un usage clair de la propre subjectivité de l'historien, une démonstration de l'impossible séparation entre le passé et sa représentation. Georges Duby a expliqué à plusieurs reprises avoir été particulièrement marqué, dans sa jeunesse, par la guerre d'Espagne, prenant parti pour le Front populaire, en particulier les anarchistes,,.
Ensuite, il achève son ouvrage par un paragraphe indigné dénonçant le Dieu de la guerre invoqué pour justifier les massacres contemporains,, comparaison désapprouvée par Bernard Guenée à cause de son anachronisme, et qui est condamnée dans la presse de droite pour des raisons politiques,.
Le livre comprend aussi une annexe intitulée Documents, qui réunit des textes très divers, un cahier d'illustrations et une chronologie.

### Écriture
Robert Fossier exprime son admiration pour la langue de Georges Duby : « […] serai-je parvenu à faire sentir enfin cet autre mérite du livre : le style, tour à tour majestueux et ironique, qui emporte comme un fleuve étincelant l'étonnement et les réserves. Je demeure confondu d'une telle aisance ». De même, Bernard Guenée évoque « une langue éblouissante ».
De fait, Georges Duby a bien un projet qui ressort aussi du domaine littéraire. S'adressant à un public plus large que les lecteurs spécialistes de ses ouvrages précédents,,, il cherche à concilier exactitude historique et qualité littéraire de l'expression, à faire œuvre à la fois d'historien et d'écrivain. Plus profondément, son souci du style est lié à sa déontologie d'historien et à l'idée qu'il se fait de sa fonction sociale. Georges Duby est conscient de la part de séduction que comporte le récit historique, qui cherche aussi à captiver son lecteur. Ce plaisir fait plus pour la mémoire d'un événement, comme la bataille de Bouvines, que les discours érudits,.
Le titre même du livre, insistant sur le jour du dimanche, plutôt que sur les mots bataille ou victoire, s'explique par la volonté de mettre en avant l'interdiction religieuse de combattre le jour du Seigneur, ici bafouée, mais il fait aussi référence aux dimanches vécus, aux temps de loisir et de paix, ce qui est un trait littéraire.
Si Le Dimanche de Bouvines ne comporte aucune note de bas de page,, il a tout de même un appareil scientifique, avec une chronologie, une carte, une bibliographie, des documents et un index. Dans ce livre, contrairement aux usages académiques, Georges Duby choisit de s'exprimer à la première personne. L'usage récurrent du « je » lui permet de souligner la part de subjectivité de la construction du discours historique,, pas seulement pour exposer la méthode, mais aussi pour mettre en avant des expériences personnelles ou partagées par les Français de sa génération.
Alors que l'histoire se distingue habituellement de la fiction par la production d'un discours explicitement contrôlable, Georges Duby opte pour un autre dispositif de contrôle : il met en scène l'établissement de son propre discours, ce qui souligne l'écart entre le passé et sa représentation tout en inscrivant clairement son livre dans le genre historique. Il emploie fréquemment le présent de narration, qui l'instaure en commentateur de la bataille. Toutefois, il laisse la narration de l'événement à Guillaume le Breton, en l'annonçant ainsi, « Écoutons à présent le principal témoin ». Cette introduction métaleptique fait de Georges Duby et du lecteur des contemporains du chroniqueur.

Exemples d'images du cahier d'illustration du livre Le Dimanche de Bouvines.
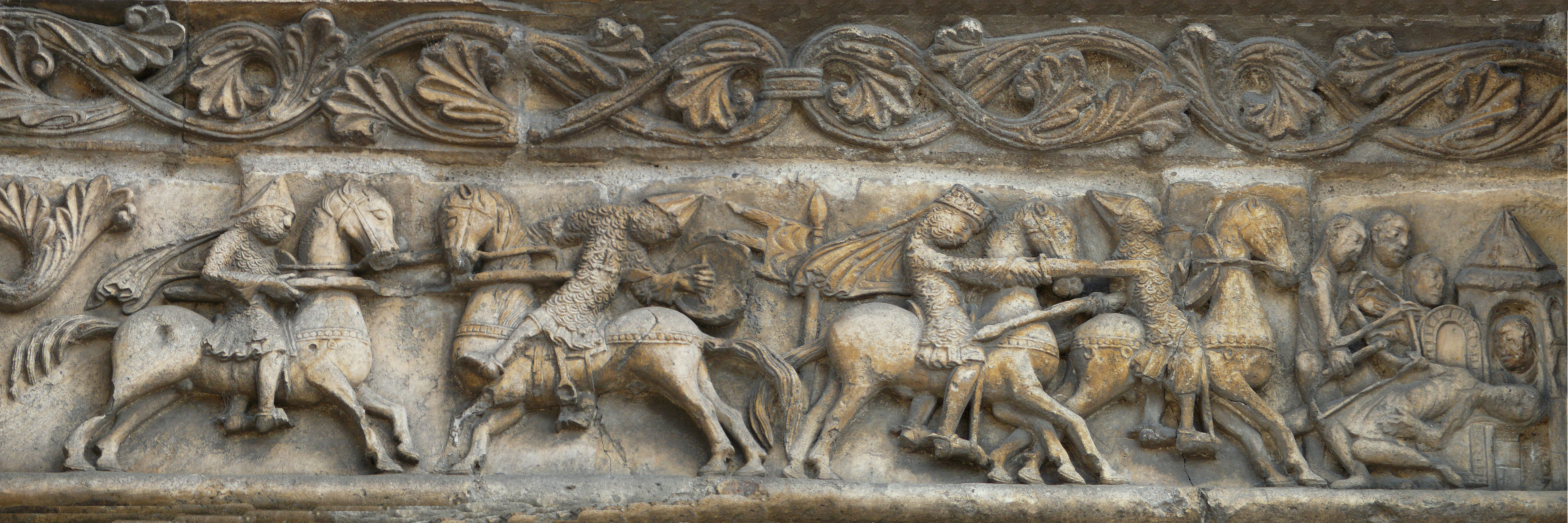
Joute de chevaliers. Cathédrale d'Angoulême, vers 1130.
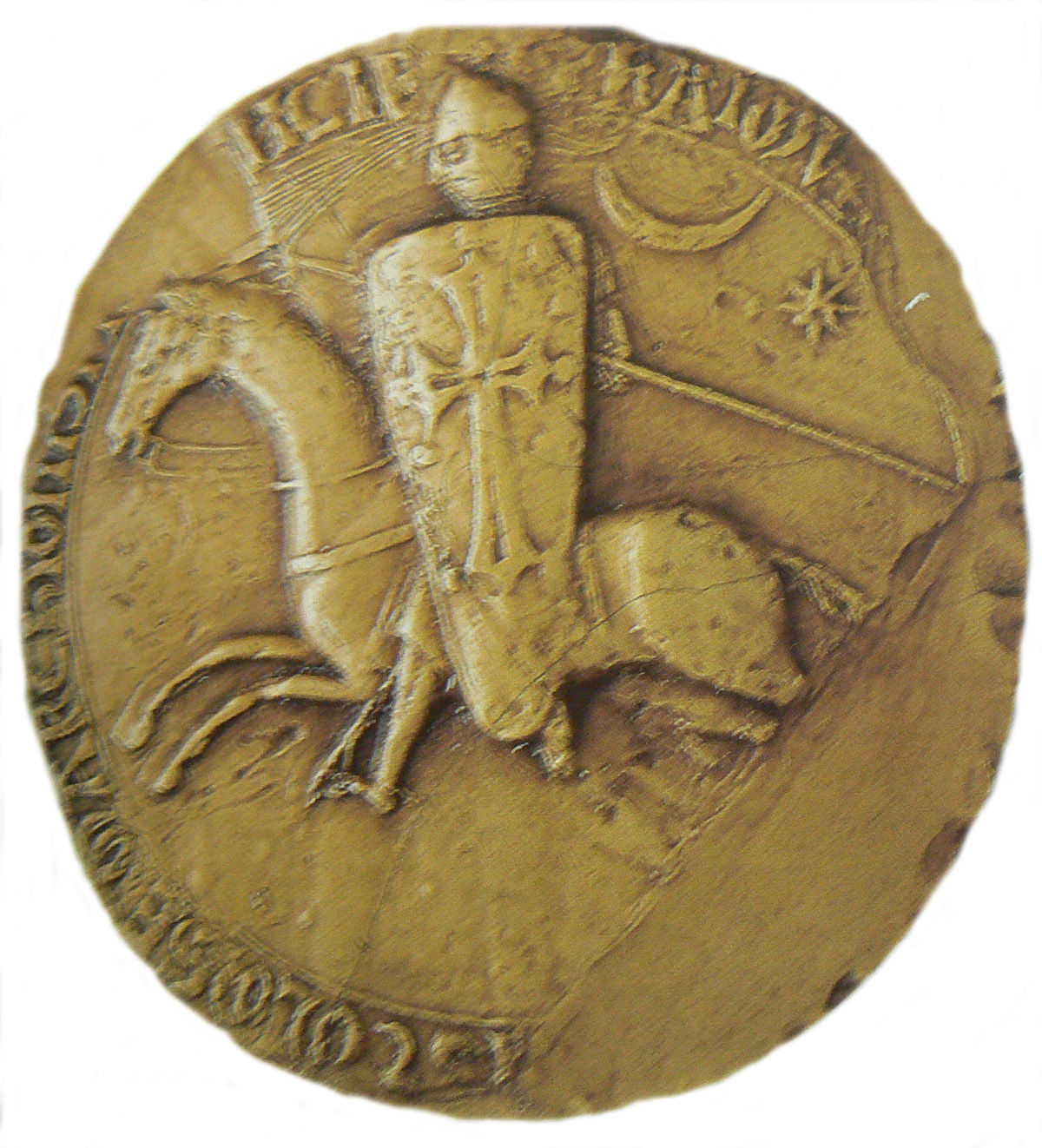
Sceau de Raymond VI de Toulouse.
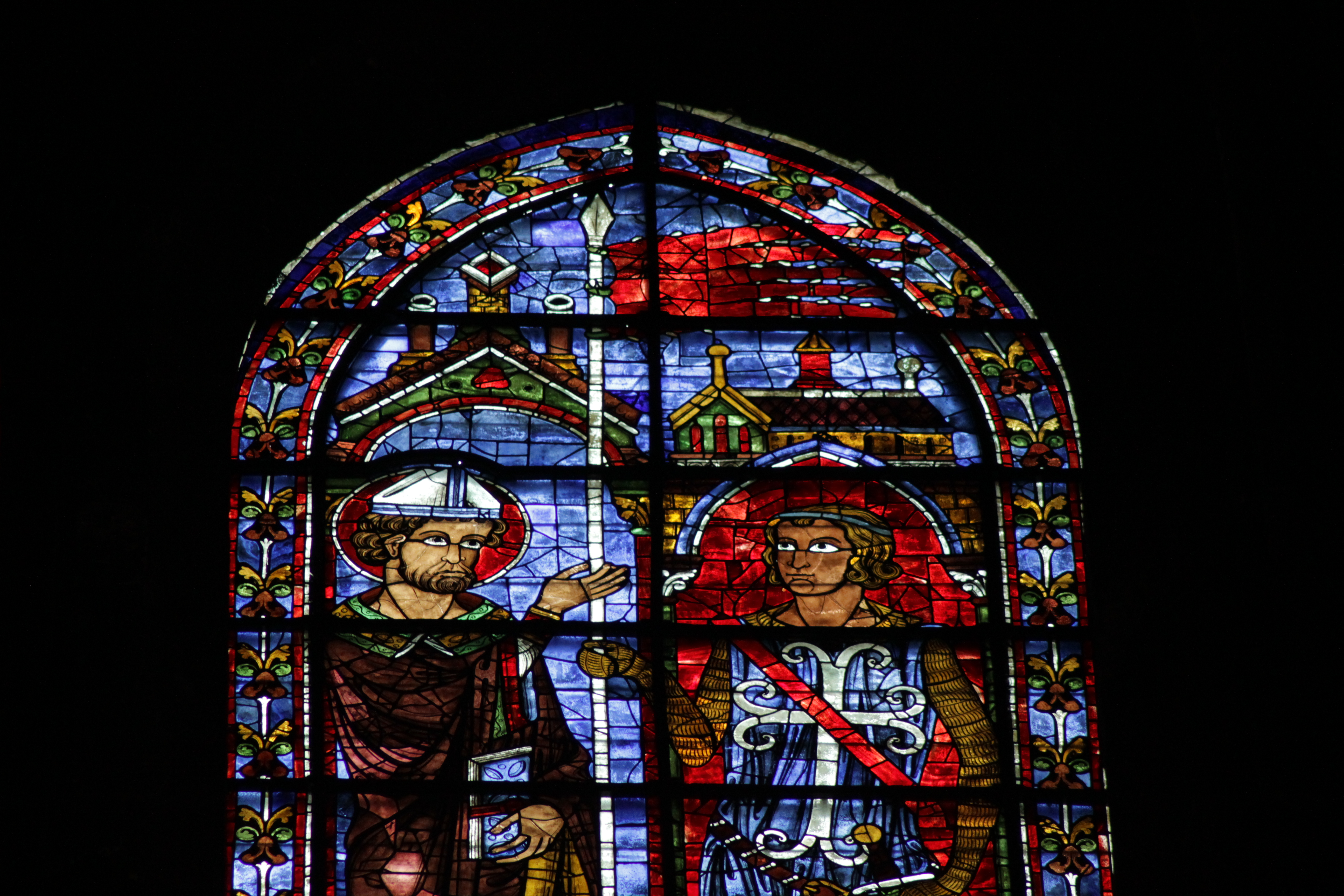
Guerrier recevant l'oriflamme des mains de saint Denis. Vitrail de la cathédrale de Chartres.
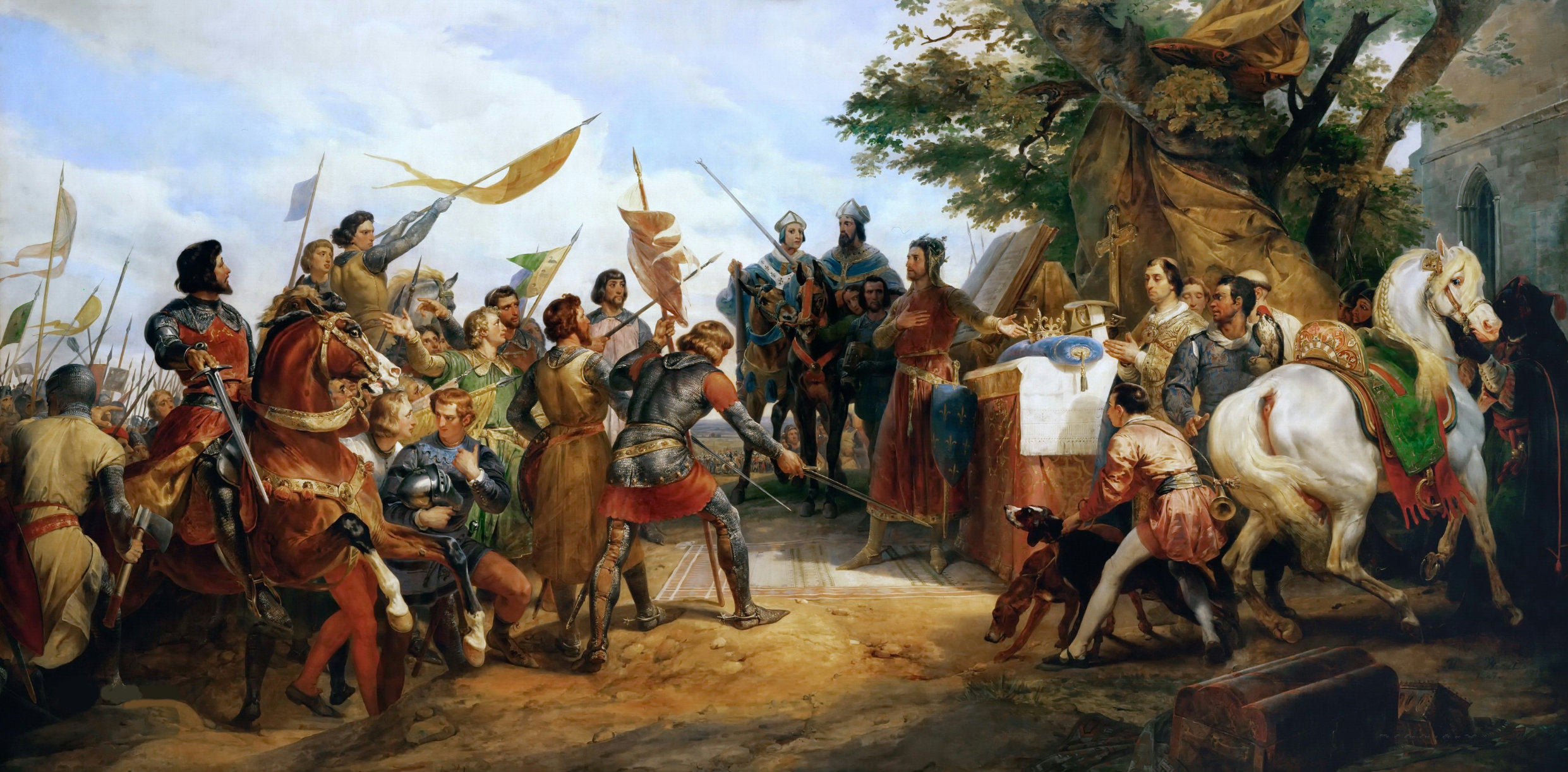
Bataille de Bouvines, 27 juillet 1214, tableau d'Horace Vernet, 1827.

Selon l'historien anglais Lawrence Stone (en), Le Dimanche de Bouvines est un exemple de « retour du récit d'un événement unique » (« revival of the narration of a single event »), ce que conteste Philippe Carrard, professeur français de littérature, pour qui « l'ouvrage de Duby, si on le considère dans son ensemble, ne remplit pas les conditions minimales qui pourraient en faire un récit : les subdivisions qui le constituent ne sont pas agencées sur un axe temporel, mais selon un principe proche du collage ». Pour le professeur allemand de littérature Axel Rüth, la première partie du livre constitue le point de départ d'un récit, tandis que ce qui peut être rapproché rétrospectivement de l'histoire de la mémoire, dans la troisième partie, est une « histoire événementielle au second degré » (« Ereignisgeschichte zweiten Grades »), un récit des perceptions de cet événement,.

## Réception

### Succès public
Même s'il critique certains détails, Philippe Contamine affirme que Le Dimanche de Bouvines est « un superbe essai d'anthropologie historique ». Le livre, qui étonne parce que Georges Duby renverse la perspective dans une collection dédiée à une histoire événementielle, est un succès. Il est récompensé par le prix des Ambassadeurs, remis à l'auteur à l'ambassade de Suisse à Paris le 11 décembre 1973,.
Comme d'autres, ce livre participe à l'installation des historiens universitaires dans le paysage éditorial français. Le tirage dépasse 31 000 exemplaires dans la collection des « Trente Journées qui ont fait la France » et 57 000 exemplaires pour la réédition dans la collection Folio histoire. Parmi les grands succès de librairie en histoire des années 1970 aux années 1990, ces tirages placent Le Dimanche de Bouvines derrière le Montaillou d'Emmanuel Le Roy Ladurie ou Les Mots et les Choses de Michel Foucault (plus de 200 000 exemplaires chacun) et Le Temps des cathédrales, du même Georges Duby, avec plus de 90 000 exemplaires mais devant Penser la Révolution française, de François Furet (70 000 exemplaires) et Saint Louis, de Jacques Le Goff (66 000 exemplaires). Le Dimanche de Bouvines est réédité en 2005 dans la nouvelle collection des « Journées qui ont fait la France »,, pour appuyer la relance de la collection. Il est ensuite repris dans le volume des œuvres de Georges Duby qui paraît dans la Bibliothèque de la Pléiade en 2019,,.
Jacques Le Goff, collègue et contemporain de Georges Duby, qualifie Le Dimanche de Bouvines de « fleuron de l'œuvre de G. Duby ». Selon l'historien Christian Amalvi, le livre est considéré au début du XXIe siècle comme un « chef-d'œuvre de l'École des Annales ». Son succès est tel que les études sur la bataille de Bouvines cessent pendant plusieurs décennies, jusqu'à ce qu'elles reprennent en s'approchant du huitième centenaire de 2014.

### Histoire culturelle, événement et historiographie

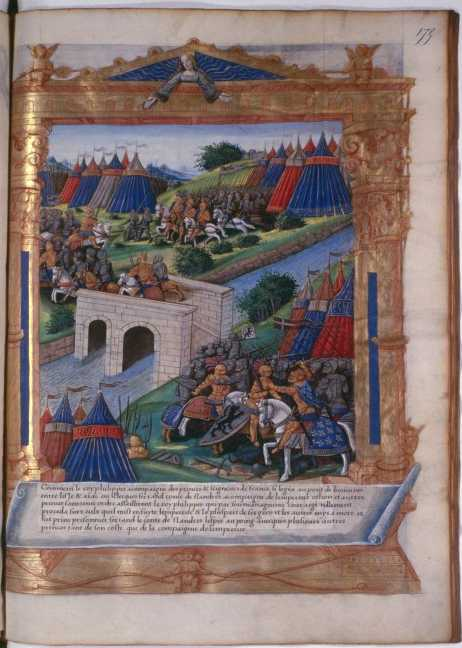
La bataille de Bouvines dans le Traité de la Toison d'Or, de Guillaume Fillâtre, XVe siècle.

À sa parution, c'est surtout la partie centrale du livre, intitulée Commentaire, qui recueille les louanges des pairs de Georges Duby, qui approuvent ce traitement sociologique ou anthropologique de l'événement. Le livre se situe au carrefour de deux mouvements historiographiques. Il paraît à un moment où se constitue une histoire culturelle de la guerre au Moyen Âge, autour des travaux de Philippe Contamine. Par sa mise en contexte, l'étude de son récit et de sa construction mémorielle, Le Dimanche de Bouvines est une rupture dans l'histoire des batailles.
C'est aussi le moment où Pierre Nora, notamment, théorise le « retour de l'événement », considéré comme un fait construit,. Georges Duby, comme l'explique François Dosse, « déplace son regard sur l'événement en montrant que le sens de ce dernier ne se réduit pas à un illustre dimanche, mais se situe dans les métamorphoses ultérieures à l'intérieur d'une mémoire collective ». Il passe de l'événement à ses traces, puis, à partir de ces traces, aux faits culturels révélés par cet événement grâce à son caractère exceptionnel. Jacques Le Goff l'exprime ainsi : « Au retour de l'événement qui commençait à poindre dans l'historiographie française au début des années 70, il donne sa plus belle illustration. L'histoire-bataille, vieille tarte à la crème de l'histoire traditionnelle, trouve ici sa mort et sa résurrection, sa mort et sa transfiguration ».
Si Le Dimanche de Bouvines est d'abord considéré comme un succès de l'histoire anthropologique face à une histoire événementielle dépassée — dans sa préface à la réédition de 2005, Pierre Nora qualifie le livre de « coup d'État méthodologique » —, il est aussi partie prenante, aux côtés des ouvrages de Paul Veyne et de Michel de Certeau, d'une réflexion naissante sur l'écriture de l'histoire et la construction mémorielle. Sans être à proprement parler un livre d'historiographie, il participe du développement de l'historiographie en France au milieu des années 1970,. La troisième partie, Légendaire, fait partie des travaux novateurs de l'époque sur la culture historique médiévale, comme ceux de Bernard Guenée sur l'historiographie médiévale. Les deux médiévistes, au même moment, remettent en lumière l'histoire écrite au Moyen Âge. Si Bernard Guenée y consacre plusieurs livres, Georges Duby n'y revient pas après son Bouvines. Il reste néanmoins attentif aux travaux des historiens sur l'historiographie, qui se multiplient, jusqu'aux volumes des Lieux de mémoire.
Le Dimanche de Bouvines inspire d'autres livres sur des batailles, en 1989 Le Vendredi de Zallāqa : 23 octobre 1086, de Vincent Lagardère,,, Il sabato di San Barnaba. La battaglia di Campaldino (11 giugno 1289) dirigé par Ugo Barlozzetti, et au début des années 2000 El Jueves de Muret : 12 de septiembre de 1213, de Martin Alvira Cabrer,,.

### Traductions
Le Dimanche de Bouvines est traduit en italien dès 1977 mais les traductions dans d'autres langues, allemand, espagnol, anglais, suédois, portugais (au Brésil puis au Portugal), etc. ne paraissent qu'à la fin des années 1980 ou au début des années 1990. Quand les éditeurs étrangers veulent supprimer les images, comme pour l'édition en polonais ou en suédois, Georges Duby l'accepte.
Comme l'édition en suédois, la traduction en espagnol, qui paraît en 1988, est amputée de toute la troisième partie intitulée Légendaire,,, à la demande de l'éditeur espagnol. Georges Duby donne son accord, reconnaissant dans une lettre à son éditeur que l'« avantage, pour les Espagnols, sera également de ne pas introduire certaines de mes réflexions sur le général Franco »,,. Alors que l'œuvre de Georges Duby est traduite, connue et appréciée en Espagne, son Bouvines ne bénéficie pas de recensions dans la grande presse, contrairement à ses autres livres,. Les questions mémorielles portées par la troisième partie de l'ouvrage de Georges Duby sont décalées et dérangeantes dans le contexte immédiatement postérieur à la transition démocratique espagnole, en partie fondée sur l'amnésie et la réconciliation,,. D'autre part, le sujet du livre est lié à la tradition nationale française, sans lien avec l'Espagne.
Le livre est traduit en anglais en 1990,,,,, soit dix-sept ans après sa parution en français, ce qui constitue le plus long délai de traduction d'un livre de Georges Duby dans cette langue,. Le titre choisi, The Legend of Bouvines, souligne l'intérêt de Duby pour l'image de l'événement plus que pour celui-ci en lui-même. Felipe Brandi s'interroge sur les raisons de cette floraison tardive de traductions coïncidentes, qu'il attribue potentiellement au succès des Lieux de mémoire.

### Projet d'adaptation cinématographique

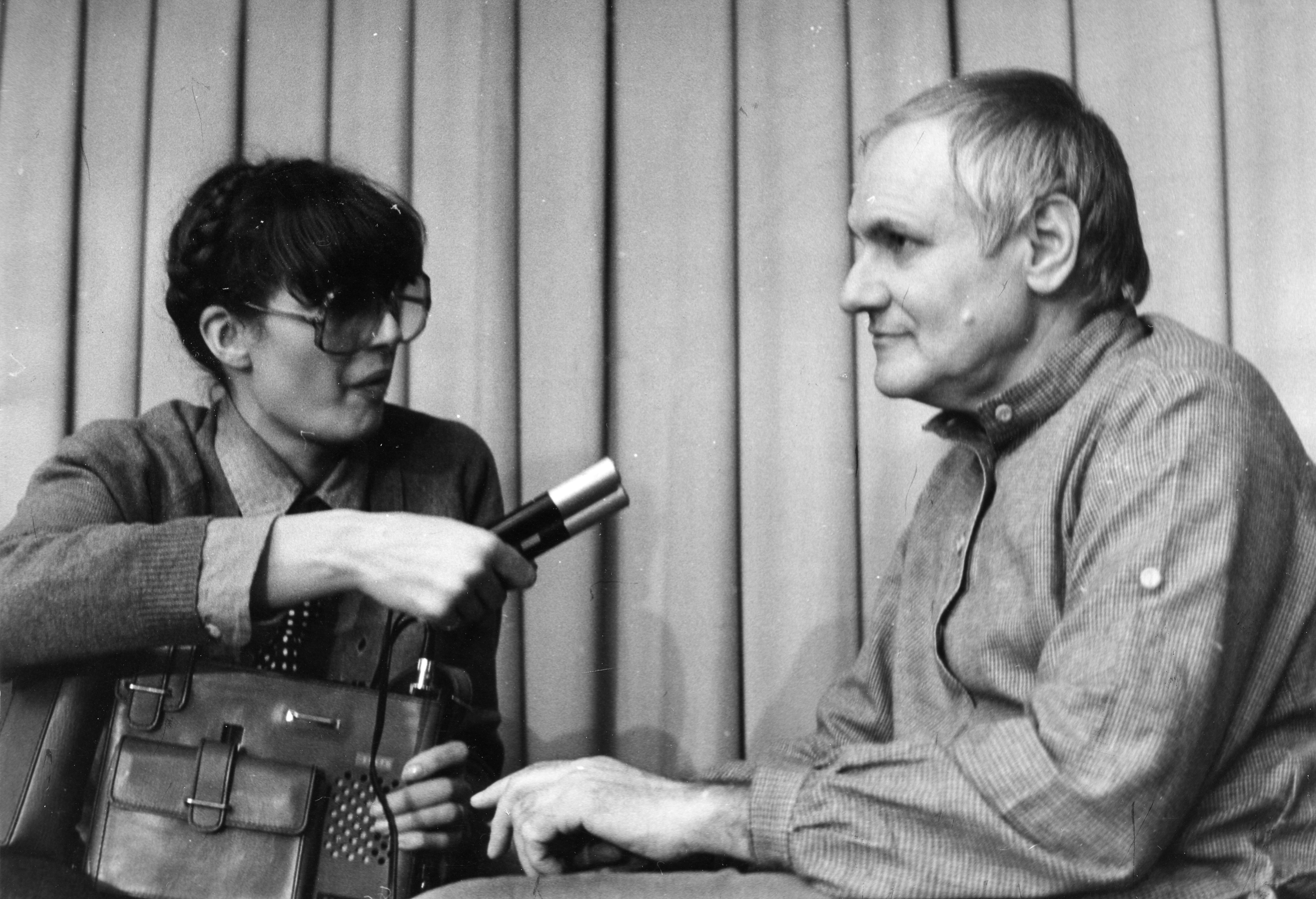
Interview de Miklós Jancsó en 1980.

Le succès du livre amène un projet de film, élaboré à partir de 1980 et porté par le producteur François Ruggieri, avec le journaliste Serge July au scénario et le réalisateur hongrois Miklós Jancsó — alors connu pour avoir réalisé des films historiques, — à la mise en scène,,,,. C'est François Ruggieri, qui rêve de faire des films à grand spectacle, qui propose ce projet à Georges Duby,, lui demandant d'en être le conseiller historique, pour reconstituer le Moyen Âge et son imaginaire tels qu'ils sont décrits par l'anthropologie historique, la bataille de Bouvines constituant une sorte de point d'orgue.
Serge July relève que Georges Duby, cinéphile averti,, peintre amateur et utilisateur avisé de photographies dans ses livres, est familier des images. Il a déjà participé à une série d'émissions de télévision diffusées en 1980 et tirées de son livre Le Temps des cathédrales. Georges Duby apprécie le cinéma de Miklós Jancsó, dont les films historiques, dans les années 1960-1970, montrent des chorégraphies de foules en longs plans-séquences.
Le film doit s'appeler Bouvines. Il s'agit de faire un film d'action, qui ne soit pas une simple adaptation du livre, avec un budget conséquent, 5 à 6 millions de francs. Serge July et Georges Duby écrivent un scénario construit autour d'une « relation amoureuse et conflictuelle » entre le roi de France Philippe II Auguste et le comte Renaud de Dammartin,. Ces deux personnages auraient été incarnés par Gérard Depardieu et Michael York,, tandis que Rachel Ward aurait joué Jeanne de Constantinople, comtesse de Flandre,. La société Gaumont, alors dirigée par Daniel Toscan du Plantier, doit financer le film.
| Vidéo externe |                                              |
|               | Interview de Georges Duby (1983) sur ina.fr. |

Conseiller historique, Georges Duby repère les lieux du tournage, en Hongrie, et donne des indications sur la végétation et les paysages,. Il souligne les difficultés de bâtir une intrigue et de rendre sans anachronisme les gestes et les paroles des personnages du début du XIIIe siècle, qu'on connaît très mal,,. Il cherche des comparaisons pertinentes pour mieux se faire comprendre, comme les chevaliers rapprochés des sportifs contemporains. Il réfléchit à l'importance des cheveux dans l'érotisme féminin du XIIe siècle. Sa fidélité à une reconstitution précise, éloignée de l'imaginaire du XXe siècle, peut aussi être un obstacle au succès du film, en le rendant plus difficile d'accès.
Finalement, le film ne se fait pas, : en 1985, à la suite du départ de Daniel Toscan du Plantier de la direction de Gaumont, le projet est abandonné.

## Éditions

### Éditions en français
- Le Dimanche de Bouvines : 27 juillet 1214, Paris, Gallimard, coll. « Trente Journées qui ont fait la France » (no 5), 1973, 302 p. (ISBN 978-2070281022, présentation en ligne, lire en ligne). Prix des Ambassadeurs 1973[91],[92].
- Le Dimanche de Bouvines : 27 juillet 1214, Paris, Gallimard, coll. « Folio histoire » (no 1), 1985, 364 p. (ISBN 978-2070322954, présentation en ligne, lire en ligne).
- « Le Dimanche de Bouvines : 27 juillet 1214 », dans Féodalité, Paris, Gallimard, coll. « Quarto », 1996, 1524 p. (ISBN 9782070737581, présentation en ligne).
- Le Dimanche de Bouvines : 27 juillet 1214 (préf. Pierre Nora), Paris, Gallimard, coll. « Les journées qui ont fait la France », 2005, XIV-302 p. (ISBN 978-2070775743)[3].
- « Le Dimanche de Bouvines : 27 juillet 1214 », dans Oeuvres, Paris, Gallimard, coll. « Bibliothèque de la Pléiade » (no 641), 2019, 2080 p. (ISBN 978-2-07-277620-5, présentation en ligne)[95],[96],[97].

### Traductions
- (it) La domenica di Bouvines : 27 luglio 1214 (trad. Giorgina Vivanti), Turin, Einaudi, 1977, 240 p.[113].
- (de) Der Sonntag von Bouvines, 27. Juli 1214 : Der Tag, an dem Frankreich entstand (trad. Grete Osterwald), Berlin, Wagenbach, 1988, 208 p. (ISBN 978-3-8031-3608-4, présentation en ligne)[151],[113].
- (nl) De zondag van Bouvines 27 juli 1214 : De oorlog in de middeleeuwen (trad. Renée de Roo-Raymakers), Agon BV, 1988, 245 p. (ISBN 9051570112).
- (es) El domingo de Bouvines : 27 de Julio de 1214 (trad. Arturo R. Firpo), Madrid, Alianza Editorial, 1988, 199 p. (lire en ligne)[116].
- (en) The Legend of Bouvines : War, Religion, and Culture in the Middle Ages (trad. Catherine Tihanyi), Berkeley-Los Angeles, University of California Press, 1990, 234 p. (ISBN 978-0520062382, lire en ligne)[126],[127],[128],[129],[130].
- (sv) Söndagen vid Bouvines: den 27 juli 1214 (trad. Jan Stolpe), Stockholm, Bokförlaget Atlantis, 1990, 250 p. (ISBN 978-91-7486-873-9)[113].
- (pt) O Domingo de Bouvines, Rio de Janeiro, Paz e Terra, 1993, 312 p. (lire en ligne)[113].
- (cs) Neděle u Bouvines 27. červenec 1214 (trad. Tomáš Opočenský), Prague, Argo, 1996, 222 p. (ISBN 8072031643).
- (pt) Uma batalha na idade média: Bouvines, 27 de Junho de 1214, Lisbonne, Terramar, 2005, 240 p. (ISBN 9789727103935)[113].
- (sr) Buvinska bitka: 27. jul 1214 (trad. Mirjana Perić-Marjanov), Novi Sad, Izdavačka knjižarnica Zorana Stojanovića, 2008, 424 p..
- (zh) 布汶的星期天：1214年7月27日 (trad. 梁爽, 田梦),‎ 2017, 268 p. (ISBN 9787301286784).

#### Recensions
- Philippe Contamine, « Georges Duby. 27 juillet 1214. Le dimanche de Bouvines, Paris, Gallimard, 1973, in-8°, 303 p., 16 illustr. hors texte, collection « Trente Journées qui ont fait la France » », Revue historique, vol. 251,‎ 1974, p. 165-166 (lire en ligne).
- Albert Delorme, « Georges Duby. Le dimanche de Bouvines, 27 juillet 1214. Paris, Gallimard, 1973. 14 × 20,5, 310 p. 12 pl. h. t. (Trente Journées qui ont fait la France 5). », Revue de synthèse, vol. 95, nos 75-76,‎ 1974, p. 347-348 (lire en ligne ).
- Robert Fossier, « Georges Duby. 27 juillet 1214. Le dimanche de Bouvines. Paris, Gallimard, 1973. In-8°, 303 pages, planches hors texte. (Trente Journées qui ont fait la France, 5.) », Bibliothèque de l'École des chartes, vol. 133, no 1,‎ 1975, p. 150–152 (lire en ligne, consulté le 8 juin 2025).
- Bernard Guenée, « Georges Duby, Le dimanche de Bouvines. 27 juillet 1214 », Annales E. S. C., vol. 29, no 6,‎ 1974, p. 1523–1526 (lire en ligne, consulté le 8 juin 2025).
- Emmanuel Le Roy Ladurie, « La partie d'échecs de Bouvines », Le Monde,‎ 10 mai 1973 (lire en ligne , consulté le 8 juin 2025).

#### Écriture
- Dominique Barthélemy, « 13. Une approche pionnière (Georges Duby, 1973) », dans Dominique Barthélemy, La bataille de Bouvines : Histoire et légendes, Paris, Perrin, 2018 (lire en ligne ), p. 431–436.
- Bérenger Boulay, « Effets de présence et effets de vérité dans l'historiographie », Littérature, vol. 159, no 3,‎ octobre 2010, p. 26–38 (ISSN 0047-4800, DOI 10.3917/litt.159.0026, lire en ligne, consulté le 9 juin 2025).
- Felipe Brandi, « Connaissance historique et usages politiques du passé. Considérations autour de l’épilogue du Dimanche de Bouvines de Georges Duby », Cahiers du centre de recherches historiques, no 44,‎ janvier 2009, p. 135–185 (ISSN 0990-9141, DOI 10.4000/ccrh.3535, lire en ligne, consulté le 8 juin 2025).
- Pierre Campion, « Comment Georges Duby écrit l'histoire », Littérature, vol. 84, no 4,‎ 1991, p. 109–126 (DOI 10.3406/litt.1991.2595, lire en ligne, consulté le 9 juin 2025).
- Philippe Carrard, Le passé mis en texte : Poétique de l’historiographie française contemporaine, Paris, Armand Colin, coll. « Le temps des idées », 2013 (ISBN 978-2-200-27773-4, DOI 10.3917/arco.carra.2013.01, lire en ligne ).
- (en) Axel Rüth, « The Battle of Bouvines: Event History vs. Problem History », MLN, vol. 116, no 4,‎ 2001, p. 816–843 (ISSN 0026-7910, lire en ligne, consulté le 17 juin 2025).
- (de) Axel Rüth, Erzählte Geschichte : Narrative Strukturen in der französischen Annales-Geschichtsschreibung, Berlin-New York, Walter de Gruyter, coll. « Narratologia » (no 5), 2005, 211 p. (ISBN 978-3-11-091046-9, DOI 10.1515/9783110910469, lire en ligne ).

#### Témoignages
- Georges Duby et Guy Lardreau, Dialogues, Paris, Flammarion, coll. « Dialogues », 1980, 201 p. (ISBN 978-2-08-211703-6, lire en ligne).
- Georges Duby, « L'historien devant le cinéma », Le Débat, vol. 30, no 3,‎ 1984, p. 81–85 (ISSN 0246-2346, DOI 10.3917/deba.030.0081, lire en ligne, consulté le 9 juin 2025).
- Georges Duby, L'histoire continue, Paris, Éditions du Seuil, coll. « Points Odile Jacob » (no OJ31), 1992, 2e éd. (1re éd. 1991), 221 p. (ISBN 978-2-02-019092-3, lire en ligne ).
- Serge July, « Le cinéma en quête d'histoire : Le scénario de Bouvines », Le Débat, vol. 30, no 3,‎ 1984, p. 86–93 (ISSN 0246-2346, DOI 10.3917/deba.030.0086, lire en ligne, consulté le 9 juin 2025).
- Pierre Nora, Historien public, Paris, Gallimard, 2011, 267 p. (ISBN 978-2-07-013370-3, lire en ligne ).
- Pierre Nora, Une étrange obstination, Paris, Gallimard, 2022, 344 p. (ISBN 978-2-07-299541-5, lire en ligne ).

#### Contexte
- Christian Amalvi, « La collection « Les Trente Journées qui ont fait la France » publiée par Gallimard de 1959 à 1984 », dans Frédéric Rousseau (dir.) et Jean-François Thomas (dir.), La Fabrique de l'événement, Paris, Michel Houdiard, coll. « L'atelier des sciences humaines et sociales » (no 1), 2008, 375 p. (ISBN 978-2-35692-012-6), p. 343–354.
- Patrick Boucheron, « Georges Duby », dans Véronique Sales (dir.), Les historiens, Paris, Armand Colin, 2003, 350 p. (ISBN 978-2-200-26286-0, lire en ligne ), p. 227-249.
- Felipe Brandi, « L'avènement d’une « histoire au second degré » », L'Atelier du Centre de recherches historiques. Revue électronique du CRH, no 7,‎ 17 mai 2011 (ISSN 1760-7914, DOI 10.4000/acrh.3749, lire en ligne, consulté le 9 juin 2025).
- (es) Felipe Brandi, « Lo legendario y la memoria histórica. Anotaciones sobre la edición española de El domingo de Bouvines de Georges Duby », Ayer. Revista de Historia Contemporánea, vol. 133, no 1,‎ janvier 2024, p. 287–311 (ISSN 2255-5838, DOI 10.55509/ayer/2081, lire en ligne, consulté le 16 juin 2025).
- (pt) Felipe Brandi, « História, cinema e modelagem do imaginário histórico. A batalha de Bouvines e os desafios de levar a Idade Média para o grande ecrã », dans Alicia Miguélez, Erika Loic et Felipe Brandi (dir.), La edad media proyectada : El pasado medieval ibérico en la creación audiovisual en lenguas portuguesa y española, Madrid-Francfort, Iberoamericana-Vervuet, 2025, 360 p. (ISBN 978-84-9192-479-1 et 978-3-96869-668-3, lire en ligne), p. 327-355.
- Jacques Dalarun, « L’abîme et l’architecte », dans Claudie Duhamel-Amado et Guy Lobrichon (dir.), Georges Duby. L’écriture de l’histoire, Bruxelles, De Boeck, coll. « Bibliothèque du Moyen Âge » (no 6), 1996, 492 p. (ISBN 978-2804120498, lire en ligne), p. 11-36.
- Jacques Dalarun, « Georges Duby », dans Benoît Pellistrandi (dir.), La historiografía francesa del siglo xx y su acogida en España, Madrid, Casa de Velázquez, coll. « Collection de la Casa de Velázquez » (no 80), 2002, 480 p. (ISBN 978-84-9096-113-1, DOI 10.4000/books.cvz.3151, lire en ligne), p. 3–20.
- Jacques Dalarun et Patrick Boucheron (dir.), Georges Duby : Portrait de l'historien en ses archives, Paris, Gallimard, 2015, 482 p. (ISBN 9782070149209, lire en ligne ).
  - Patrick Boucheron, « Du cours au livre ; l'« engrenage » du Collège de France », dans Jacques Dalarun et Patrick Boucheron (dir.), Georges Duby : Portrait de l'historien en ses archives, Paris, Gallimard, 2015, p. 219-245.
  - Benoît Marpeau, « Duby et ses éditeurs », dans Jacques Dalarun et Patrick Boucheron (dir.), Georges Duby : Portrait de l'historien en ses archives, Paris, Gallimard, 2015, p. 285-291.
  - Gil Bartholeyns, « Des arts à l’Art : l’image en mouvement », dans Jacques Dalarun et Patrick Boucheron (dir.), Georges Duby : Portrait de l'historien en ses archives, Paris, Gallimard, 2015, p. 295-314.
  - Antoine de Baecque, « Duby et le cinéma », dans Jacques Dalarun et Patrick Boucheron (dir.), Georges Duby : Portrait de l'historien en ses archives, Paris, Gallimard, 2015, p. 316-343.
- Christian Delage et Vincent Guigueno, L'historien et le film, Paris, Gallimard, coll. « Collection folio Histoire » (no 129), 2004, 362 p. (ISBN 978-2-07-041703-2, lire en ligne ).
- Christian Delacroix, François Dosse, Patrick Garcia et Nicolas Offenstadt (dir.), Historiographies. Concepts et débats, Paris, Gallimard, coll. « Folio histoire », 2010, 1325 p. (ISBN 978-2-070-43928-7).
  - Nicolas Offenstadt, « Histoire-bataille », dans Christian Delacroix, François Dosse, Patrick Garcia et Nicolas Offenstadt (dir.), Historiographies. Concepts et débats, vol. 1, Paris, Gallimard, coll. « Folio histoire », 2010, p. 162-169.
  - François Dosse, « Événement », dans Christian Delacroix, François Dosse, Patrick Garcia et Nicolas Offenstadt (dir.), Historiographies. Concepts et débats, vol. 2, Paris, Gallimard, coll. « Folio histoire », 2010, p. 744-756.
- Christian Jouhaud et Dinah Ribard, « Événement, événementialité, traces », Recherches de science religieuse, t. 102, no 1,‎ 2014, p. 63–77 (ISSN 0034-1258, DOI 10.3917/rsr.141.0063, lire en ligne, consulté le 8 juin 2025).
- Philippe Joutard, « Histoire et mémoire », dans Yann Potin et Jean-François Sirinelli, Générations historiennes : XIXe – XXIe siècle, Paris, CNRS éditions, 2019, 800 p. (ISBN 9782271121479), p. 719-737.
- Jacques Le Goff, « Georges Duby (1919-1996) », Cahiers de civilisation médiévale, vol. 40, no 158,‎ 1997, p. 199–209 (lire en ligne, consulté le 8 juin 2025).